# Уалихановски район
Уалихановски район (на казахски: Уәлиханов ауданы) е съставна част на Северноказахстанска област, Казахстан. Административен център е град Кишкенекол. Обща площ 12 380 км2 и население 16 151 души (по приблизителна оценка към 1 януари 2020 г.).